# Nissan Tiida
Nissan Tiida — компактний автомобіль, що випускався японським виробником Nissan з 2004 по 2023 рік у трьох поколіннях. Залежно від ринку, Tiida також продавався як субкомпактний автомобіль, зокрема в Америці для моделі першого покоління як Nissan Versa. Модель першого покоління (C11) випускалася на деяких ринках до 2018 року і пропонувалася як чотиридверний седан і п'ятидверний хетчбек.
Друге покоління Tiida (C12) продається з 2011 року і доступне лише як п’ятидверний хетчбек, тоді як роль чотиридверного седана передали субкомпактним Almera/Latio/Sunny/Versa (N17) і компактному Sylphy/Sentra/Pulsar (B17). Починаючи з 2013 року, C12 Tiida випускався в Таїланді, Австралії та Новій Зеландії під назвою Nissan Pulsar. C12 Tiida являє собою відхід від C11, збільшивши його ширину, щоб комфортно займати компактний клас, і через це більше не продається в Японії. Зараз він виробляється та продається на Тайвані.
Tiida третього покоління, що продається в Росії та Китаї, була представлена в 2015 році як хетчбек Pulsar (C13) під оновленим брендом.

## Перше покоління (2004–2011)
Перше покоління Nissan Tiida випускається з 2004 року з кузовами хетчбек і седан. У США і Канаді вона називається Versa, в Сінгапурі, Індонезії і Малайзії — Latio, а в себе на батьківщині в Японії — Tiida Latio. Моторну лінійку моделі складають виключно чотирициліндрові двигуни, які агрегатуються на вибір з п'яти або шестиступінчастою «механікою», чотирьохдіапазонним «автоматом» або з варіатором. Це три бензинові двигуни 1,5 (HR15DE), 1,6 (HR16DE) і 1,8 (MR18DE), а також дизель 1,5 (K9K-1.5).
У 2010 році модель злегка оновили, додавши до гами кольорів кузова пару нових кольорів (блакитний і шоколадний), накладні пороги, видозмінені фальшрадиаторні ґрати та інші ковпаки коліс. Після рестайлінгу в машині також з'явилися нові матеріали обробки салону, оранжево-червона підсвітка приладів і мультимедійна система Nissan Connect з вбудованою навігацією.

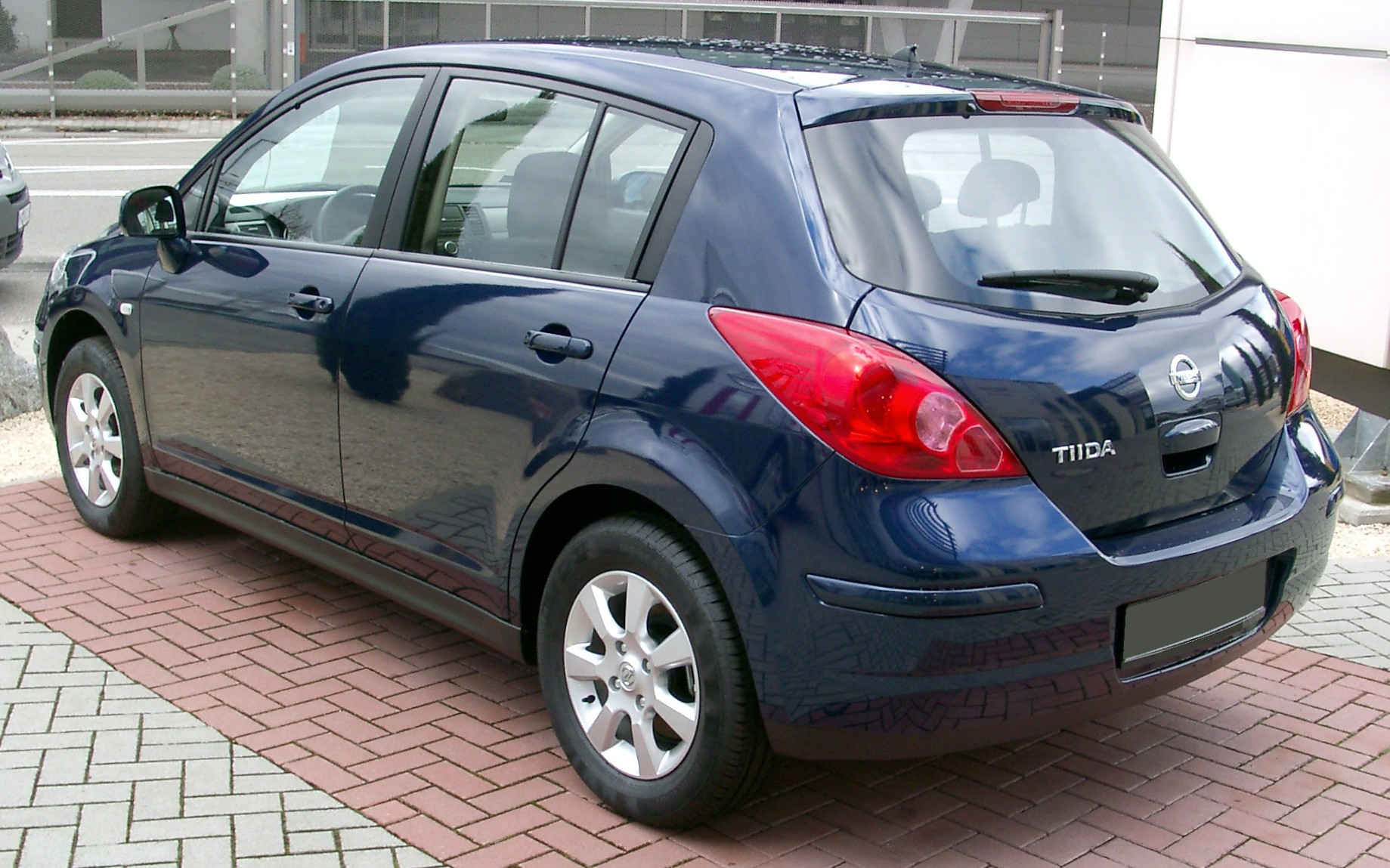
Nissan Tiida хетчбек
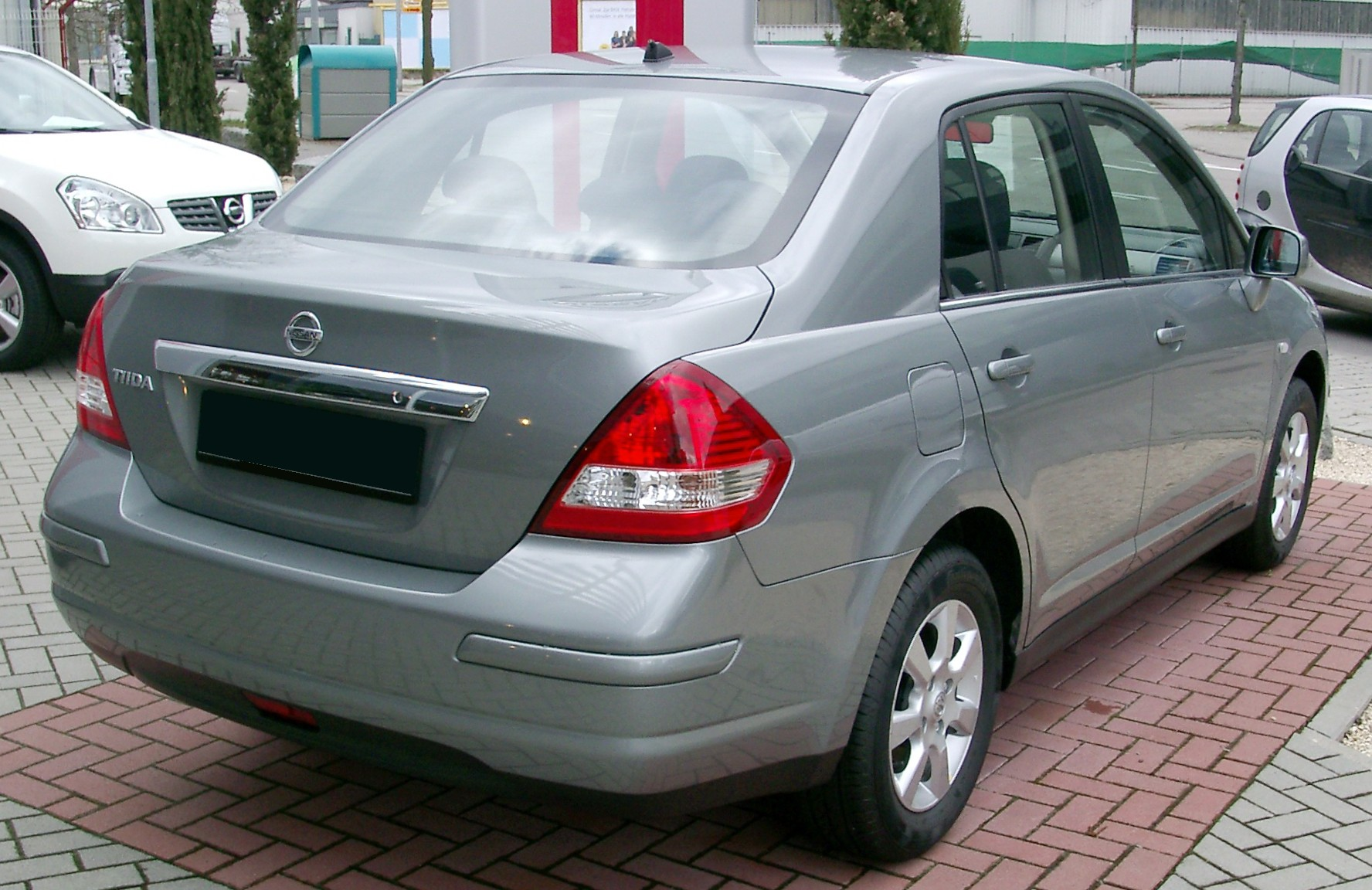
Nissan Tiida седан
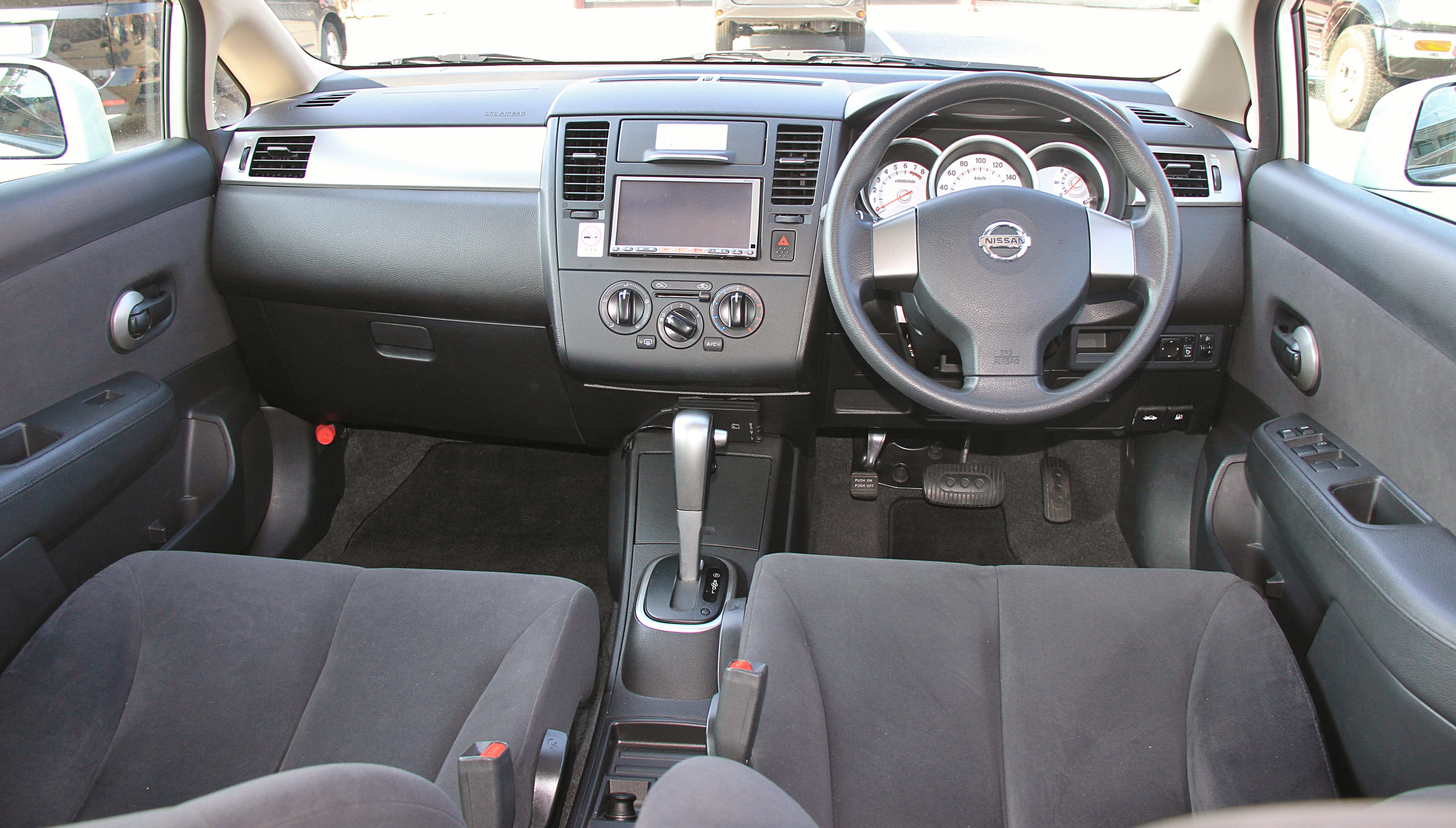

### Двигуни
Бензинові:
- 1.5 L HR15DE I4
- 1.6 L HR16DE I4
- 1.8 L MR18DE 14

Дизельний:
- 1.5 L K9K I4

## Друге покоління (з 2011)

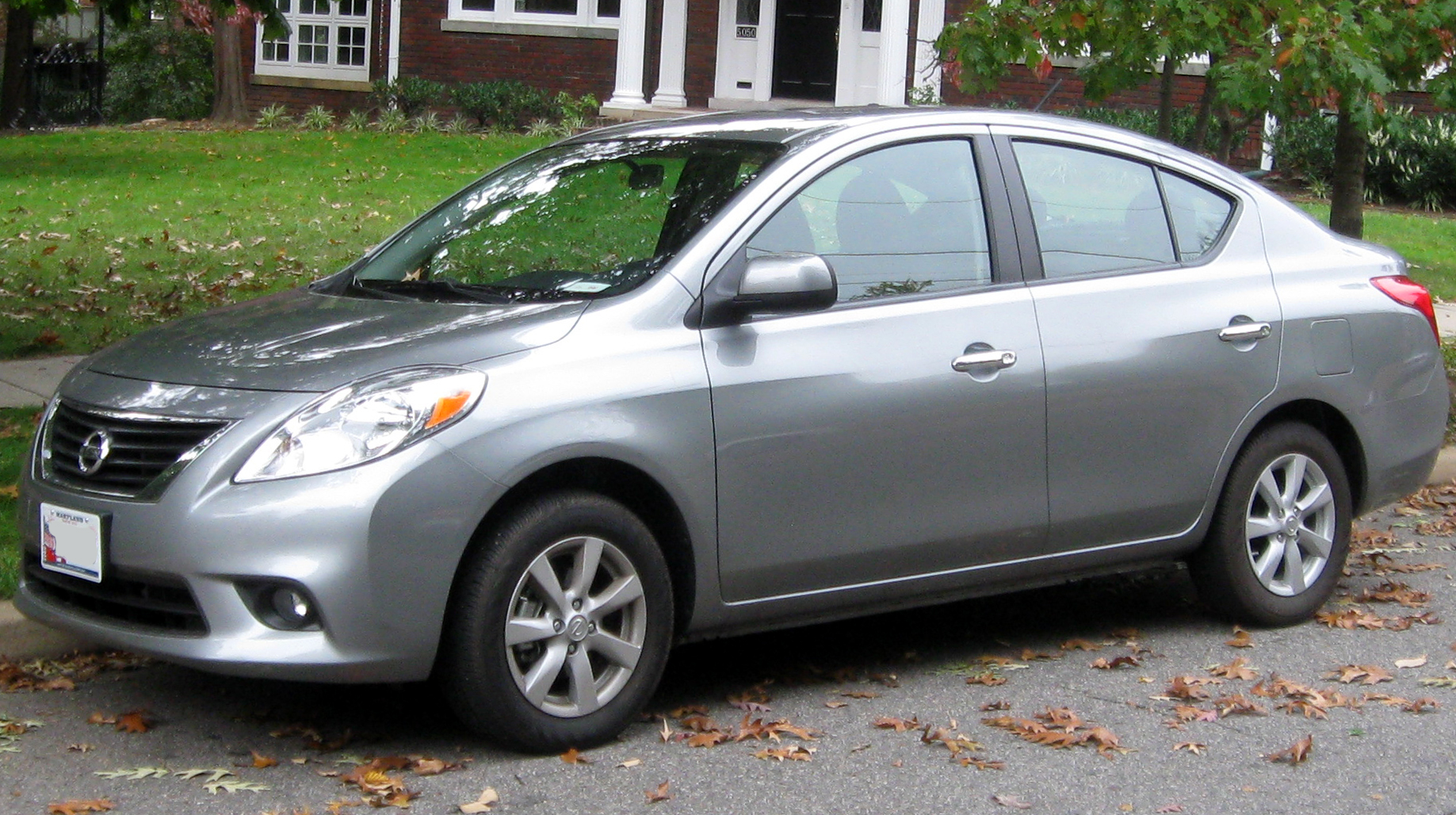
Nissan Versa ІІ седан

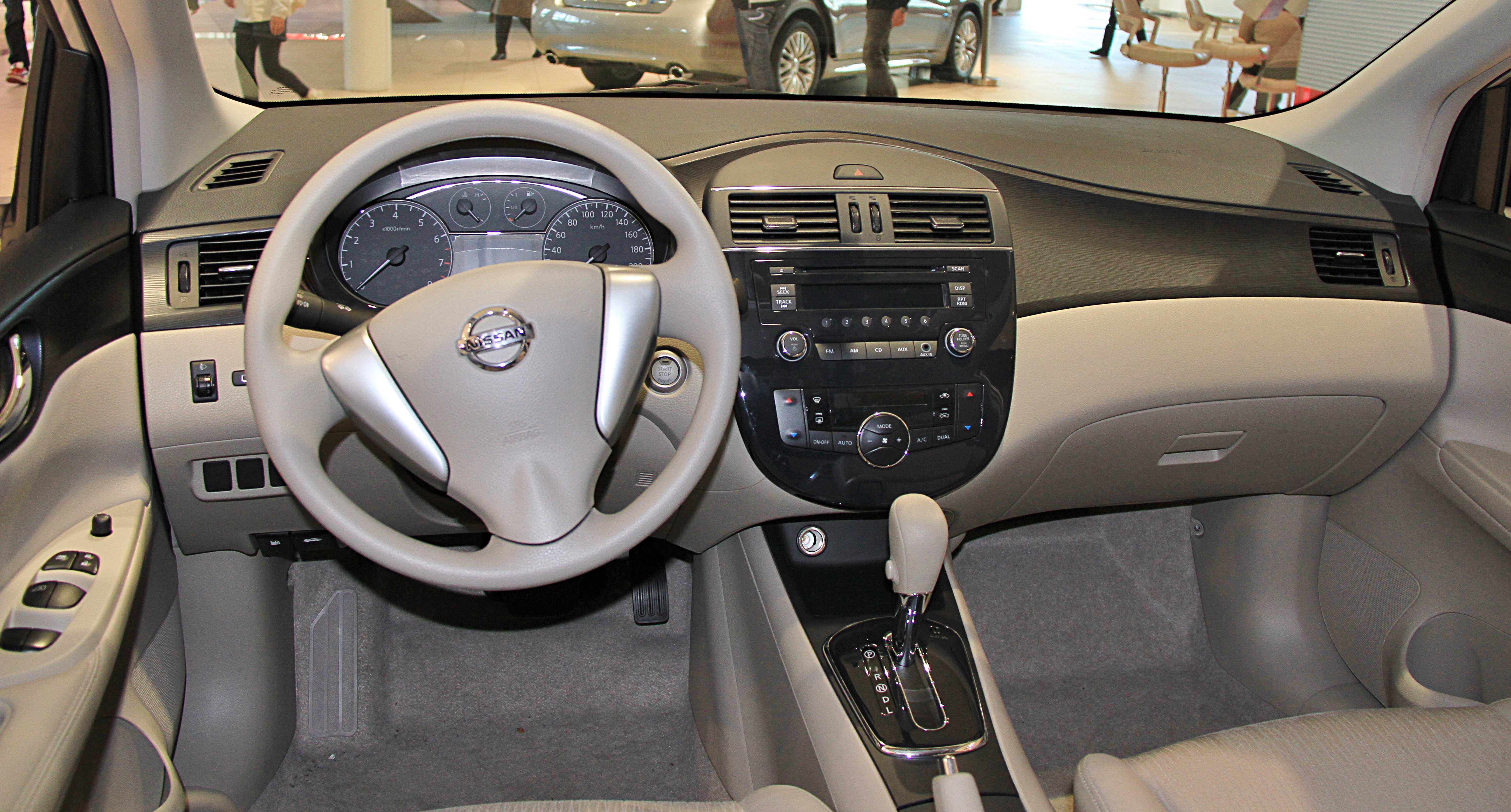

В кінці квітня 2011 року на Шанхайському автосалоні представлено друге покоління Nissan Tiida з кузовом хетчбек, автомобіль отримав новий кузов і збільшену на 100 мм колісну базу (2703 мм). На початок автомобіль буде оснащуватись рядним чотирициліндровим бензиновим двигуном HR16DE робочим об'ємом 1,6 л, який ставився і на попередню модель.
У порівнянні зі своїми попередниками, Nissan Tiida виглядає більш сучасно. Автомобіль має добре продуману конструкцію. Округлі форми та плавні лінії придають йому зовнішньої привабливості. Це одне з творінь компанії Nissan, яке просто не можливо не впізнати. Всередині даний автомобіль так само позбавлений гострих кутів. Потрапити в салон Tiida легко, завдяки просторій стилізації та можливості налаштувати сидіння. Опинившись всередині, Ви будете приємно здивовані продуманістю та загальною привабливістю. Поверхні вкриті м'якими та приємними матеріалами, а кольорові рішення підійдуть будь-якому водієві. Не зважаючи на всю свою вишуканість, салон залишається дуже практичним. Прилади, розташовані на панелі, легкі у зчитуванні та використанні, що, між іншим, є відмінною рисою японського бренду. Водій та його пасажир зможуть скористатись чималою кількістю містких відсіків. Автомобіль може вмістити до п’яти дорослих, включаючи водія. Місця для ніг та голови яких, в принципі, достатньо. Передні сидіння можна налаштувати за допомогою елементів управління, розташованих на їх внутрішній частині. Таке розміщення вимагатиме деякого часу для звикання, але загалом проблем у вас не виникне. І передні, і задні сидіння відмінно підходять для тривалих подорожей. Ємність багажного відділення становить 467 літрів при розкладених задніх сидіннях, але при бажанні їх можна скласти у співвідношенні 60/40.